# AbcHistory.cz
abcHistory.cz byl soukromý odborný portál na českém internetu, provozovaný od roku 2004. Od roku 2021 funguje pod názvem ResearchWriter.cz. 

## Stručná charakteristika
Struktura a charakter webu se v průběhu let vyvíjel. Těžiště redakční práce však po celou dobu spočívalo v rešeršní činnosti a v propagaci historického výzkumu jako obecně poznávacího a zážitkového fenoménu.
V prvních letech své existence fungoval portál abcHistory.cz především jako specializovaný rozcestník internetových stránek s historickou tematikou. Později začal jeho redakční tým příležitostně publikovat i samostatné články, buď recenze nových knih, nebo eseje a analýzy se zaměřením na různá historická témata.
Portál byl personálně provázán s rešeršní agenturou abcRedakce.cz a také s Nakladatelstvím Zdeněk Bauer (NZB). V letech 2007–2014 byl součástí portálu také specializovaný realitní server HistorickéNemovitosti.cz, který v této oblasti poskytoval i specializované poradenské služby.

## Výrazné příspěvky
Portál počátkem března 2015 jako první publikoval obsáhlou analýzu příčin Kauzy „Hitler je gentleman“, když ve věcném třídílném článku, už šest dní od vznesených obvinění Ferdinanda Peroutky, naznačil možné pozadí dobových okolností.
V listopadu 2016, den po vítězství Donalda Trumpa ve volbách do úřadu prezidenta USA, zveřejnil jako první obsáhlou zprávu o tom, že v 70. a 80. letech 20. století o Trumpovi a jeho tehdejší manželce shromažďovala informace komunistická Státní bezpečnost. Dne 1. 12. 2006 převzala zprávu Česká televize a od ní pak světová média.
V roce 2009 se portál podílel na prezentaci nově objevené korespondence spisovatele Karla Čapka, vydané tiskem u nakladatelství NZB. V roce 2014 informoval o vydání vůbec prvního uceleného životopisu překladatele a novináře J. A. Trpáka, tvůrce propagačního názvu Česká Kanada.
Objevnost a preciznost rešerší publikovaných na portálu abcHistory.cz opakovaně zmiňovali různí nezávislí komentátoři.